# Knallkapsel

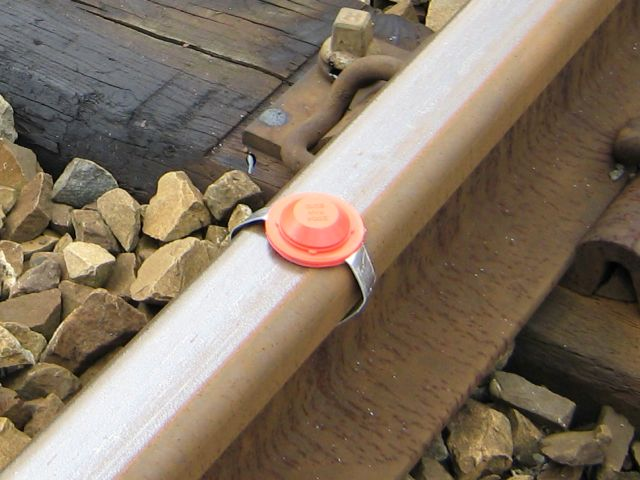
Ausgelegte Knallkapsel der Belgischen Eisenbahn SNCB

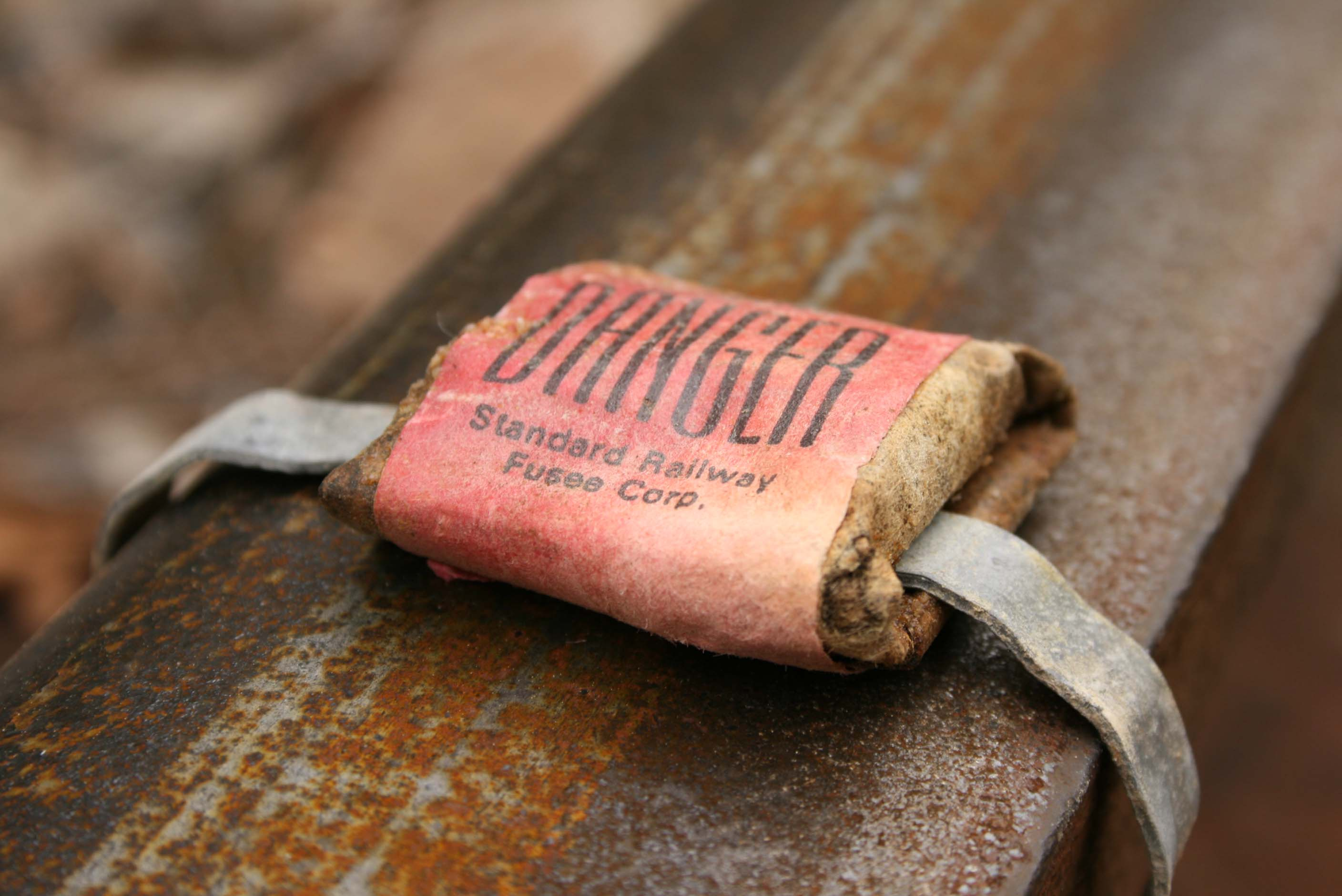
Knallkapsel amerikanischer Bauart

Knallkapsel als Gefahrenquelle (1933)

Eine Knallkapsel ist ein kleiner Sprengkörper, der auf Eisenbahnschienen befestigt wird und mit einem lauten Knall explodiert, sobald er von einem Schienenfahrzeug überfahren wird. Drei im Abstand hintereinander gelegte Knallkapseln werden in manchen Ländern verwendet, um Zügen einen Nothaltauftrag zu erteilen.

## Einsatz
Knallkapseln kommen dann zum Einsatz, wenn Gefahrenstellen abgesichert werden müssen und die Zeit für eine anderweitige Signalisierung nicht mehr ausreicht oder wenn die Gefahr besteht, dass ein anderes Signal beispielsweise wegen Nebels oder Schneetreibens vom Zugpersonal nicht wahrgenommen werden kann. Um das Knallsignal zu geben, werden in ausreichendem Abstand vor der Gefahrenstelle mehrere (normalerweise drei) Knallkapseln kurz hintereinander ausgelegt. Schon die Explosion einer einzigen Knallkapsel gilt als Haltesignal.

## Inhalt
Eine mögliche Zusammensetzung des aktiven Teils einer Knallkapsel besteht primär aus:
- 40 % Kaliumchlorat
- 37 % feinem Sand
- 16 % Schwefel
- und Bindemittel

## Geschichte

### Vorformen
In den Anfängen der Eisenbahn erfolgte die Sicherung von Zugfahrten durch Fahren im Zeitabstand. Blieb ein voranfahrender Zug liegen, musste der folgende Zug gewarnt werden. Ein Mitarbeiter hatte die Aufgabe, dem folgenden Zug entgegenzulaufen und ihm mit einer Flagge oder einem Licht ein Haltesignal zu geben. Das war – besonders bei schlechter Sicht – sehr risikobehaftet. In Großbritannien bestand bei einigen Bahnen die Regel, um den folgenden Zug zu warnen oder wenn z. B. durch eine Entgleisung auch das Gleis der Gegenrichtung betroffen war, im jeweiligen Gleis mit Glut aus der Feuerung der Lokomotive ein Feuer zu entzünden. Das war für die Holzschwellen nicht besonders schonend. Diese primitiven Verfahren wurden abgelöst, als Edward Alfred Cowper 1841 die Knallkapsel erfand. Sie verbreitete sich schnell bei allen Eisenbahnen, auch auf dem europäischen Festland.

### Deutschland
Bei den Preußischen Staatseisenbahnen waren die Knallkapseln im Gepäckwagen mitzuführen. 1903 war zum Beispiel vorgeschrieben, dass dort jeweils zwei Packungen mit je sechs Knallkapseln vorrätig zu sein hatten. Auch Schrankenwärter mussten Knallkapseln vorrätig halten.
Seit der Änderung der Eisenbahn-Signalordnung am 8. Juli 1986 gibt es das Knallsignal Sh 4 in Westdeutschland nicht mehr. In den Zügen wurden schon einige Jahre vorher keine Knallkapseln mehr mitgeführt. 1992 wurde das Signal für ganz Deutschland abgeschafft.

### Andere Staaten
In Großbritannien, Frankreich und in Belgien müssen Züge, mit Stand 2022, Knallkapseln mitführen. In den USA werden sie im Timetable-and-Train-Order-Betrieb zum Folgefahrschutz bei außerplanmäßig langsamen oder haltenden Zügen eingesetzt.

## Gefahren
Knallkapseln zählen zu den gefährlichen Gütern. Sie sind in die Gefahrgutklasse 1 (explosive feste Stoffe) eingeordnet, die UN-Nummern für Knallkapseln sind 0192, 0193, 0492 und 0493. Für die Aufbewahrung und Handhabung gelten besondere Vorschriften, so sind die Aufbewahrungsbehälter der Knallkapseln in den Triebfahrzeugen üblicherweise verplombt.

## Trivia
Zur Verabschiedung von Lokführern in Frankreich werden Knallkapseln in ironischer Weise verwendet. Bei Einfahrt in den letzten Bahnhof werden mehrere Knallkapseln gelegt und evtl. weitere Nothaltaufträge gegeben. Dies soll dem Lokführer anzeigen, dass er hier endgültig halten und nicht noch weiter fahren soll.